# 人民团结 (加那利群岛)
人民团结（西班牙语：Unidad del Pueblo，缩写为UP）是西班牙加那利群岛的一个左翼政党。该党成立于1998年。该党的意识形态是社会主义、加那利民族主义。在2014年欧洲议会选举中，该党支持人民决定联盟。